# مزدیسنا در ارمنستان
مزدیسنا در ارمنستان از سده پنجم پیش از میلاد رواج داشته است. این دین اولین بار در دوره شاهنشاهی هخامنشی و اشکانیان به این کشور رسید و در سرزمین کوهستانی ارمنستان گسترش یافت. قبل از مسیحی شدن ارمنستان، ارمنستان سرزمینی عمدتاً زرتشتی بود.  میترا (میهر) و بهرام (واهاگن) در این سرزمین از احترام بالایی برخوردار بودند. 

## آثار
نام زرتشت (Zarathustra) در منابع کلاسیک ارمنی به عنوان Zradašt (اغلب با صورت Zradešt) ثبت شده است.  مهم‌ترین این آثارها توسط نویسندگان ارمنی یزنیک کوغباتسی، یغیشه وارداپت و موسی خورنی تاریخ نگاران ارمنی، ارائه شده است.  یغیشه همچنین صفت zradaštakan را به معنای «زرتشتی» آورده است. 
املای Zradašt از طریق یک شکل قدیمی‌تر که با *zur- شروع می‌شد، ایجاد شده است، واقعیتی که ایران‌شناس آلمانی فردریش کارل آندریاس به عنوان شاهدی برای شکل گفتاری فارسی میانه *Zur(a)dušt استفاده کرد.  بر اساس این فرض، آندریاس نتایج مشابهی در مورد شکل اوستایی این نام انجام داد.  با این حال، ایران‌شناس مدرن رودیگر اشمیت، فرض آندریاس را رد می‌کند و بیان می‌کند که شکل قدیمی تر که با *zur- شروع می‌شود تحت تأثیر zur ارمنی بوده است.  اشمیت می‌افزاید:  نمی‌توان رد کرد که شکل (پارتی یا پارسی میانه) که ارمنی‌ها آن را تصاحب کردند (Zaradušt یا امثال آن)، صرفاً به پیش از ارمنی *Zuradašt تبدیل شده است.

## تاریخچه

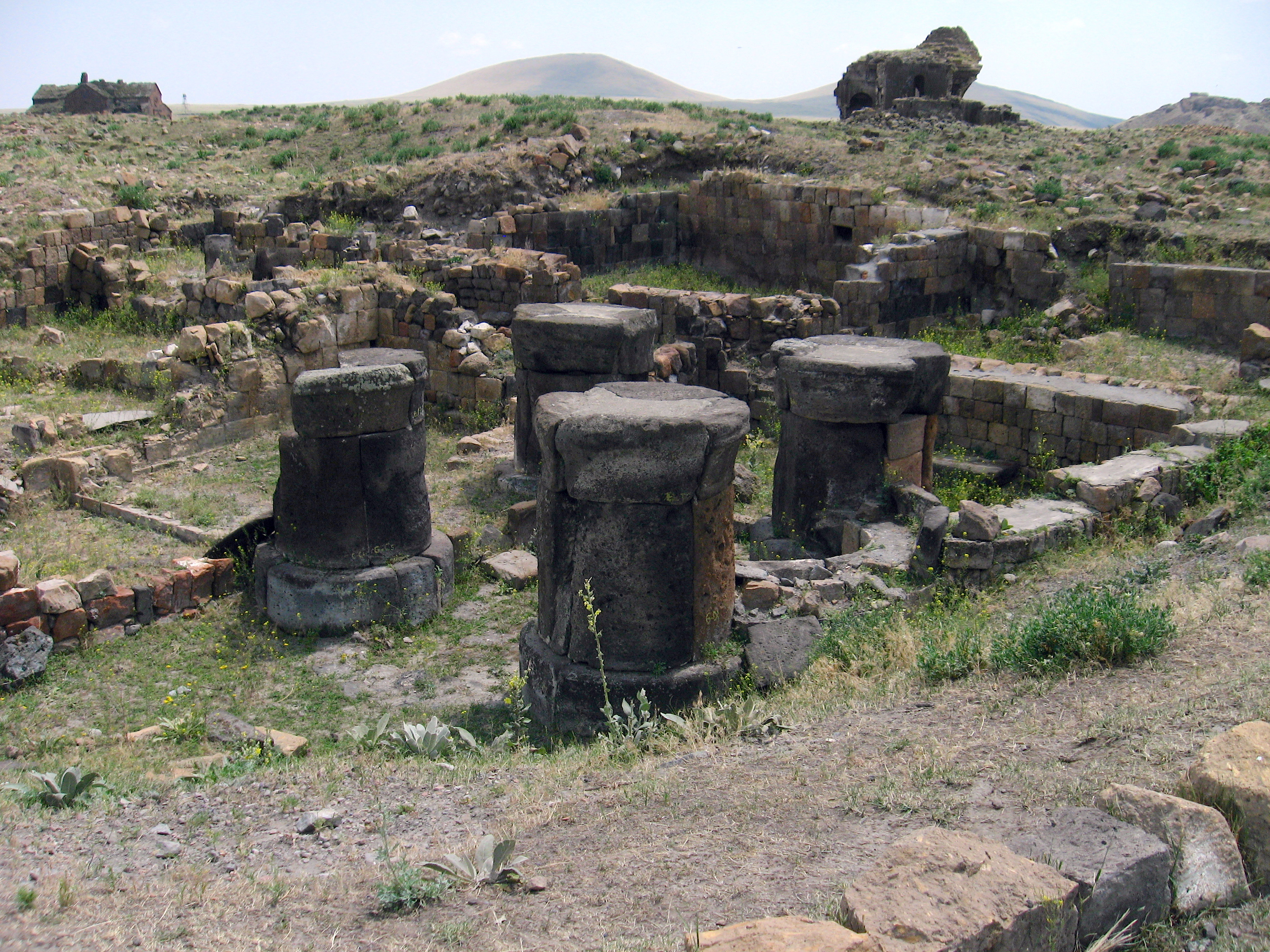
آتشکده زرتشتیان ارمنی در شهر قرون وسطایی باگراتونی آنی

آیین زرتشت در زمان هخامنشیان وارد ارمنستان شد و در دوران حکومت اشکانیان اشکانی گسترش یافت.  اصطلاحات، باورها و نمادهای دین زرتشتی در ذهنیت و فرهنگ دینی ارمنی نفوذ کرد.  از منابع موجود دوره کلاسیک، علاوه بر منابع بومی ارمنی، برای تحقیق در مورد پانتئون ارمنی‌ها زرتشتی و مراکز عبادت استفاده می‌شود. 
سرجیو لا پورتا در فرهنگ لغت آکسفورد اواخر باستان خاطرنشان می‌کند که شش خدا از هشت خدایی که مراکز مذهبی آنها توسط آگاتانگلوس تاریخ‌نگار ارمنی قرن پنجم ذکر شده است به وضوح نمایانگر yazatas یا الوهیت‌های زرتشتی هستند که در ارمنستان پرستیده می‌شوند.  آرامازد (ایرانی اهورامزدا یا اورمزد) رئیس پانتئون ارمنی‌ها بود و مرکز فرقه او عمدتاً در آنی کاماخ (کماه امروزی) و باگاوان قرار داشت. 
عبادت آناهید (آناهیتا ایرانی که به آناهید نیز معروف است) در ناحیه اکلیتس (Acilisene) رواج داشت، در حالی که عبادت واهاگن (بهرام ایرانی، همچنین به نام واهرام) در آشتیشات رواج داشت.  فرقه الوهیت میهر (میترای ایرانی) عمدتاً در باگااریچ و در سنت مذهبی ارمنی بسیار برجسته بود.  پرستش خدای تیر (تیر ایرانی) در معبد خود در آرتاشات انجام می‌شد.  الهه سامی نانه نیز ممکن است با پیوندهای اشکانی به ارمنستان معرفی شده باشد. 
استرابون تاریخ‌نگار و جغرافی‌دان یونان باستان (۶۴ یا ۶۳ قبل از میلاد - ح. AD 24) در کتاب جغرافیای خود به شباهت آداب مذهبی ایرانیان و ارمنیان اشاره کرده است. همچنین تعدادی آتشدان زرتشتیان در پناهگاه‌های مسیحیان ارمنستان کشف شده است.  در مناطق مختلف ارمنستان، آیین زرتشتی برای چندین قرن حتی پس از پذیرش رسمی مسیحیت ادامه داشت. سلسله اشکانی ارمنستان، که ارمنستان در نهایت به یک ملت مسیحی تبدیل کرد، زرتشتیان پارسا بودند که از پیروان میترا بودند.   فصلی که نشان‌دهنده انجام این آیین توسط اشکانیان ارمنی است، سفر معروف تیرداد یکم، پادشاه ارمنستان به رم در سال‌های ۶۵–۶۶ بعد از میلاد است. تیریدات یکم، برادر بلاش یکم و بنیان‌گذار سلسله اشکانی ارمنستان، مجوس یا کشیش زرتشتی بود.  
در سال ۵۳ پس از میلاد، سلسله اشکانیان به ارمنستان آمدند. گمان می‌رود که شاه تیریدات اول اقدامات زیادی برای گسترش دین زرتشتی در ارمنستان انجام داده است.  پادشاهان اشراقی حکومت خود را از طریق اقتدار yazata Verethragna زرتشتی، خدای پیروزی مشروعیت بخشیدند.  به گفته جیمز رابرت راسل تاریخ‌نگار آمریکایی، زوروانیسم شکل دین زرتشتی در دوره یزدگرد دوم شانزدهمین شاهنشاه ساسانی (۴۳۸–۴۵۷) بود که او در ارمنستان ساسانی آن را ترویج کرد. 
همچنین گاه‌شماری ارمنی تأثیرات گاه‌شماری اوستایی نو را در خود نشان می‌دهد.   راسل بیان می‌کند که صلیب ارمنی (Armenian Cross) دارای تأثیراتی از گذشته زرتشتی ارمنستان است. صلیب ارمنی خود بر زبانه‌های آتش استوار است و در مرکز خود نه بدن مسیح، بلکه یک سان‌برست است.  از آنجایی که سنت‌های زرتشتی بسیار با فرهنگ معنوی و مادی ارمنی ادغام شده بود، از تعصب کشیش ساسانی کرتیر جان سالم به در بردند و جانشینان او، و در نهایت به مسیحیت ارمنی روی آوردند. 
نینا گارسویان بیان می‌کند که اگرچه مسیحی شدن ارمنستان آن را از دنیای زرتشتی که زمانی بخشی از آن بود جدا کرد اما اسطوره زرتشتی آنقدر در سنت عامه مردم ارمنی فرورفته بود که ظاهراً نویسندگان مسیحی ارمنی اولیه مجبور شدند داستان‌های کتاب مقدس را تغییر دهند تا رسالت بشارتی خود را برای شنوندگان قابل درک کنند.  در نیمه دوم سده چهارم، کاتولیک‌های کلیسای ارمنی هنوز به‌طور رسمی از عنوان موبدان زرتشتی (موبد) یعنی «مدافع محرومان» (فارسی میانه: driγōšān jātakgōw، ارمنی: ǰatagov amenayn zrkelocʿ) استفاده می‌کردند.   با این حال، ارمنستان پس از مسیحیت به تدریج از سنت معنوی ایرانیان خارج شد. 

## یادداشت
1. ↑  "The Parthian Arsacids who came to the throne of Armenia in the first century A.D. were pious Zoroastrians who invoked Mithra as the lord of covenants, as is proper. An episode which illustrates their observance of the cult is the famous journey of Tiridates to Rome in A.D. 65-66."[۷]